# Estadio Charles Argentin
El Stade Charles Argentin es un estadio de fútbol, situado en la ciudad de El Havre, en la región de la Normandía en Francia. Su dirección es 32, Rue de la Cavée Verte 76620 Le Havre.

## Partido del Mundial de 1938
| Fecha              | Fase         | Equipo         |                            | Resultado |                             | Equipo       | Espectadores |
| ------------------ | ------------ | -------------- | -------------------------- | --------- | --------------------------- | ------------ | ------------ |
| 5 de junio de 1938 | Primera fase | Checoslovaquia | Bandera de República Checa | 3 - 0     | Bandera de los Países Bajos | Países Bajos | 11.000       |

- Datos: Q3496014